# Huo Jianqi
Huo Jianqi (xinès simplificat: 霍建起) (Pequín 1958 -) director de cinema xinès. Forma part del grup de la "Cinquena generació " de directors xinesos.

## Biografia
Huo Jianqi va néixer a Pequín (Xina) el 20 de gener de 1958. Durant la Revolució Cultural, l'any 1976, ser enviat al camp però el 1978 ja va poder entrar a estudiar a l'Acadèmia de Cinema de Pequín on va rebre formació en dibuix i pintura, i va coincidir am futurs directors com Zhang Yimou i Chen Kaige.

### Carrera cinematogràfica
Després de graduar-se el 1982, es va incorporar a Beijing Film Studio (China Film Group Corporation - 中国电影集团公司) com a director artístic. Després va col·laborar com a director d'art, entre d'altres, amb Tian Zhuangzhuang per a "Setember" (九月) i "The Horse Thief" (盗马贼) i amb Xia Gang per "Unexpected Passion" (遭遇激情) i "After Separation" (大撒把).
Gairebé totes les pel·lícules de Huo han estat escrites per la seva dona i col·laboradora, Qiu Shi, que els signa amb el nom de "Si Wu". A diferència de molts dels seus contemporanis (i predecessors), Huo poques vegades ha tingut problemes amb el govern xinès pel que fa a les seves pel·lícules, fet que va portar alguns crítics occidentals a etiquetar-lo com el "director estimat de la burocràcia cinematogràfica de la Xina".
L'any 1995 que va començar la seva carrera com a director, amb "The Winner" (赢家): la història d'un corredor discapacitat que va en ajuda d'una jove víctima d'un accident al carrer; això fa que s'enamora d'ella sense adonar-se que li han amputat la cama i porta una pròtesi. La pel·lícula conté les llavors de dues característiques essencials de l'estil de Huo Jianqi: tant romàntic com decididament realista, en línia amb el neorrealisme que s'estava desenvolupant en la literatura al mateix temps. Va rodar la seva segona pel·lícula l'any següent: "The Singer" (歌手), estrenada l'any 1997, la història d'un cantant que acaba allistant-se a l'Exèrcit Popular d'Alliberament.
La carrera d'Huo Jianqi va arrencar realment amb l'èxit internacional de la seva següent pel·lícula, estrenada l'any 1999 i coronada amb un triple Gall d'Or (Jinji Jiang) (金鸡奖) i el premi a la millor pel·lícula al festival de Montreal: "Postmen in the Mountains" (那山, 那人, 那狗).

## Filmografia i premis
| Any  | Títol anglès                           | Títol xinès      | Notes i Premis |
| ---- | -------------------------------------- | ---------------- | --- |
| 1995 | The Winner                             | 赢家             | |
| 1997 | The Singer                             | 歌手             | |
| 1998 | The Man and the Dog in Mountain        | 那山、那人、那狗 | Premi Jinji Jiang a la millor pel·lícula i Premi del Jurat al Festival Internacional de Cinema de l'Índia.                                                                   |
| 1999 | Nine nine sunny sky                    | 九九艳阳 天      | |
| 1999 | Postmen in the Mountains               | 那山那人那狗     | Adaptació d'una novel·la de l'escriptor Peng Jianming. Premi Jinji Jiang a la millor pel·lícula. Prix du public Air Canada del Festival Internacional de Cinema de Mont-real |
| 2000 | A Love of Bluyeness                    | 蓝色爱情         | Adaptació d'un conte de l'escriptora Fang Fang. |
| 2002 | Live Show                              | 生活秀           | Adaptació d'un conte de l'escriptora Chi Li. Golden Globet a la millor pel·lícula en el Shanghai International Film Festival                                                 |
| 2003 | Nuan (Warm)                            | 暖               | Adaptació d'un relat de l'escriptor Mo Yan. Premi Jinji Jiang a la millor pel·lícula, Tokio Sakura Grand Prix del Festival Internacional de Cinema de Tòquio                 |
| 2005 | A Time to Love                         | 情人结           | Protagonitzada per l'actriu Zhao Wei |
| 2008 | The Foolish Old Man Moves the Mountain | 时代愚公         | Estrenada durant els Jocs Olímpics de Pequín 2008 |
| 2009 | Snowfall in Taipei                     | 台北飘雪         | |
| 2011 | The Seal of Love                       | 秋之白华         | Basada en la vida de Qu Qiubai i Yang Zhihua dos joves dirigients dels inicis del Partit Comunista Xinès.                                                                    |
| 2012 | Xiao Hong                              | 蕭紅             | Biografia de l'escriptora Zhang Naiying, coneguda com Xiao Hong |
| 2013 | Falling Flowers                        | 萧红             | |
| 2015 | Love in the 1980s                      | 1980年代的爱情   | |
| 2016 | Xuanzang of the Tang Dynasty           | 大唐玄奘         | Cérvol Daurat a la millor pel·lícula del Festival de Cinema de Changchun Premi al millor director del Festival de Cinema do BRICS.                                           |
| 2019 | Follow You Heart                       |                  | |